# Station Poissy
Station Poissy is het spoorwegstation van de Franse gemeente Poissy. Het station werd op 9 mei 1843 geopend en werd in de jaren 1870 gereconstrueerd. Het stationsgebouw werd in 1987 door het huidige gebouw vervangen. Het station ligt op kilometerpunt 25,827 van de spoorlijn Paris Saint-Lazare - Le Havre.
Het station werd in mei 1989 onderdeel van de RER A.
Er stoppen verschillende treinen van de Transilien op het station:
- Lijn A van de RER, tussen dit station, eindpunt van tak A5, naar Marne-la-Vallée - Chessy, eindpunt van tak A4
- Transilien lijn J:
  - treinen tussen Paris Saint-Lazare en Mantes-la-Jolie over de zuidoever van de Seine
  - treinen tussen Paris Saint-Lazare en Vernon - Giverny
  - treinen tussen Paris Saint-Lazare en Les Mureaux

## Treindienst
| Serie   | Treinsoort        | Route | Bijzonderheden |
| ------- | ----------------- | --- | -------------- |
| RER A   | RER (SNCF / RATP) | [ [ Cergy-le-Haut – ] / [ Poissy – ] Maisons-Laffitte – ] / [ Saint-Germain-en-Laye – Rueil-Malmaison – Nanterre-Université – ] Nanterre-Préfecture – La Défense – Châtelet - Les Halles – Paris-Lyon – Vincennes – [ Fontenay-sous-Bois – La Varenne - Chennevières – Boissy-Saint-Léger ] / [ Val de Fontenay – Bry-sur-Marne – Noisy-le-Grand - Mont d’Est – Torcy – Marne-la-Vallée - Chessy ] |                |
| Trans J | Transilien (SNCF) | Paris Saint-Lazare – [ Argenteuil – [ Ermont - Eaubonne ] / [ Cormeilles-en-Parisis – Conflans-Sainte-Honorine – [ Pontoise – Boissy-l'Aillerie – Gisors ] / [ Mantes-la-Jolie ] ] ] / [ Poissy – Les Mureaux – Mantes-la-Jolie – Vernon - Giverny ] |                |

| Richting                            | Vorig station       | Lijn    | Volgend station                | Richting                    |
| ----------------------------------- | ------------------- | ------- | ------------------------------ | --------------------------- |
| eindpunt A5                         | eindpunt            | RER A   | Achères - Grand Cormier        | Marne-la-Vallée - Chessy A4 |
| Mantes-la-Jolie of Vernon - Giverny | Villennes-sur-Seine | Trans J | Houilles - Carrières-sur-Seine | Paris Saint-Lazare          |
| Les Mureaux                         | Villennes-sur-Seine | Trans J | Paris Saint-Lazare             | Paris Saint-Lazare          |